# セントラル・スタジアム (カザン)
セントラル・スタジアム（タタール語: Үзәк стадион、ロシア語: Центральный стадион、英語: Central Stadium）は、ロシアタタールスタン共和国カザンにある多目的競技場。主にサッカーの試合で利用され、FCルビン・カザンのホームグラウンドとなっている。観客席の西半分は、屋根で覆われている。2010年に欧州サッカー連盟（UEFA）から4つ星競技場認定を受けた。2013年夏季ユニバーシアードの会場となった。
競技場は、世界文化遺産のカザン・クレムリンに隣接しており、競技場からクレムリンを見ることができる。

## 主要諸元
- 競技場規模：110×73 m、（線引きは105×68 m）
- 照明：1385ルクス
- 観客席：4か所（座席はプラスチック製）
- グラウンド：芝
- 監視カメラ：31基（場外：13基、場内：18基）
- 実況放送席：2（再建されたもの）
- カラースコアボード：1基